# Liste der Baudenkmäler in Gütersloh
Die Liste der Baudenkmäler in Gütersloh enthält die denkmalgeschützten Bauwerke auf dem Gebiet der Stadt Gütersloh im Kreis Gütersloh in Nordrhein-Westfalen (Stand: April 2024). Diese Baudenkmäler sind in der Denkmalliste der Stadt Gütersloh eingetragen; Grundlage für die Aufnahme ist das Denkmalschutzgesetz Nordrhein-Westfalen (DSchG NRW).

Drei Baudenkmäler wurden bereits als Denkmal des Monats in Westfalen-Lippe ausgezeichnet: im November 2002 die Holtkämperei in Isselhorst (A 018), im Dezember 2009 die Weihnachtskrippe der Martin-Luther-Kirche (A 031a-e) und im Dezember 2011 das Veerhoffhaus am Alten Kirchplatz (A 002).

## Baudenkmäler
| Bild | Bezeichnung | Lage                                                                      | Beschreibung | Bauzeit                                                                        | Eingetragen seit   | Denkmal- nummer |
| --- | --- | ------------------------------------------------------------------------- | --- | ------------------------------------------------------------------------------ | ------------------ | --------------- |
| weitere Bilder                                                                                          | Apostelkirche | Gütersloh Am Alten Kirchplatz 1 Karte                                     | | Kirche aus dem 13. und 15. Jahrhundert, Wiederaufbau 1952                      | 25. Oktober 1984   | A 001           |
| weitere Bilder                                                                                          | Veerhoffhaus | Gütersloh Am Alten Kirchplatz 2 Karte                                     | Fachwerkgebäude, Denkmal des Monats in Westfalen-Lippe im Dezember 2011                                                     | 1708, 1. Erweiterung 1779 (Obergeschoss), 2. Erweiterung 1790 (Fachwerkflügel) | 25. Oktober 1984   | A 002           |
| weitere Bilder                                                                                          | Wohnhaus | Gütersloh Am Alten Kirchplatz 3 Karte                                     | Fachwerkgebäude | 18. Jahrhundert                                                                | 25. Oktober 1984   | A 003           |
| weitere Bilder                                                                                          | Wohnhaus | Gütersloh Am Alten Kirchplatz 4 Karte                                     | Fachwerkgebäude | 17. Jahrhundert                                                                | 25. Oktober 1984   | A 004           |
| Wohnhaus                                                                                                | Wohnhaus | Gütersloh Am Alten Kirchplatz 6 Karte                                     | Fachwerkgebäude | frühes 17. Jahrhundert                                                         | 25. Oktober 1984   | A 005           |
| Wohnhaus                                                                                                | Wohnhaus | Gütersloh Am Alten Kirchplatz 9 Karte                                     | Fachwerkgebäude | 17./18. Jahrhundert                                                            | 25. Oktober 1984   | A 006           |
| weitere Bilder                                                                                          | Wohnhaus | Gütersloh Am Alten Kirchplatz 10 Karte                                    | Fachwerkgebäude | 18. Jahrhundert                                                                | 25. Oktober 1984   | A 007           |
| Wohnhaus                                                                                                | Wohnhaus | Gütersloh Am Alten Kirchplatz 11 Karte                                    | Fachwerkgebäude | 17. Jahrhundert                                                                | 25. Oktober 1984   | A 008           |
| weitere Bilder                                                                                          | Wohnhaus | Gütersloh Am Alten Kirchplatz 12 Karte                                    | Ackerbürgerhaus, heute Bürgerstiftung Gütersloh                                                                             | 1750                                                                           | 25. Oktober 1984   | A 009           |
| weitere Bilder                                                                                          | Wohnhaus | Gütersloh Am Alten Kirchplatz 13 Karte                                    | Fachwerkgebäude | Mitte des 18. Jahrhunderts                                                     | 25. Oktober 1984   | A 010           |
| Wohnhaus                                                                                                | Wohnhaus | Gütersloh Am Alten Kirchplatz 13 a Karte                                  | Fachwerkgebäude | 17. Jahrhundert                                                                | 25. Oktober 1984   | A 011           |
| weitere Bilder                                                                                          | Wohnhaus | Gütersloh Am Alten Kirchplatz 14 Karte                                    | Fachwerkgebäude | 18. Jahrhundert                                                                | 25. Oktober 1984   | A 012           |
| weitere Bilder                                                                                          | Wohnhaus | Gütersloh Am Alten Kirchplatz 15 Karte                                    | Fachwerkgebäude | zweite Hälfte des 18. Jahrhunderts                                             | 25. Oktober 1984   | A 013           |
| Wohnhaus                                                                                                | Wohnhaus | Gütersloh Am Alten Kirchplatz 16 Karte                                    | Fachwerkgebäude | um 1800                                                                        | 25. Oktober 1984   | A 014           |
| Eichenhof                                                                                               | Eichenhof | Niehorst Am Osternkamp 145 Karte                                          | Fachwerkgebäude | 1807                                                                           | 25. Oktober 1984   | A 015           |
| Wassermühle Sundern                                                                                     | Wassermühle Sundern | Gütersloh Am Parkbad 10 Karte                                             | Industriegebäude | 1857                                                                           | 25. Oktober 1984   | A 016           |
| Wassermühle                                                                                             | Wassermühle | Isselhorst Am Reiherbach 131 Karte                                        | Fachwerkgebäude | zweite Hälfte des 18. Jahrhunderts                                             | 25. Oktober 1984   | A 017           |
| weitere Bilder                                                                                          | Holtkämperei | Isselhorst An der Lutter 1 Karte                                          | Hofgebäude, Denkmal des Monats in Westfalen-Lippe im November 2002                                                          | 1623                                                                           | 25. Oktober 1984   | A 018           |
| Landhaus Altewischer                                                                                    | Landhaus Altewischer | Avenwedde Alte Spexarder Straße 4, 4 a Karte                              | Fachwerkgebäude | 1820                                                                           | 25. Oktober 1984   | A 019           |
| Villa Struck                                                                                            | Villa Struck | Gütersloh Barkeystraße 30 Karte                                           | Klinkerbau mit giebelständiger Erkerausbildung                                                                              |                                                                                | 25. Oktober 1984   | A 020           |
| Wohn- und Geschäftshaus                                                                                 | Wohn- und Geschäftshaus | Gütersloh Berliner Straße 25 Karte                                        | Wohn- und Geschäftsgebäude                                                                                                  | 1913                                                                           | 25. Oktober 1984   | A 021           |
| Wohn- und Geschäftshaus                                                                                 | Wohn- und Geschäftshaus | Gütersloh Berliner Straße 39 Karte                                        | Wohn- und Geschäftshaus | 1905                                                                           | 25. Oktober 1984   | A 022           |
| Wohn- und Geschäftshaus                                                                                 | Wohn- und Geschäftshaus | Gütersloh Berliner Straße 42 Karte                                        | Wohn- und Geschäftshaus | 1910                                                                           | 25. Oktober 1984   | A 023           |
| Wohn- und Geschäftshaus                                                                                 | Wohn- und Geschäftshaus | Gütersloh Berliner Straße 44 Karte                                        | Wohn- und Geschäftshaus | 1910                                                                           | 25. Oktober 1984   | A 024           |
| Wohn- und Geschäftshaus                                                                                 | Wohn- und Geschäftshaus | Gütersloh Berliner Straße 49 Karte                                        | Wohn- und Geschäftshaus | 1899                                                                           | 25. Oktober 1984   | A 025           |
| Wohn- und Geschäftshaus                                                                                 | Wohn- und Geschäftshaus | Gütersloh Berliner Straße 53 Karte                                        | Wohn- und Geschäftshaus | 1909                                                                           | 25. Oktober 1984   | A 026           |
| Wohn- und Geschäftshaus                                                                                 | Wohn- und Geschäftshaus | Gütersloh Berliner Straße 55 Karte                                        | Wohn- und Geschäftshaus | 1909                                                                           | 25. Oktober 1984   | A 027           |
| Wohn- und Geschäftshaus                                                                                 | Wohn- und Geschäftshaus | Gütersloh Berliner Straße 62 Karte                                        | Wohn- und Geschäftshaus | 1927                                                                           | 25. Oktober 1984   | A 028           |
| Gaststätte „Büsker Eck“                                                                                 | Gaststätte „Büsker Eck“ | Gütersloh Berliner Straße 121 Karte                                       | Fachwerkgebäude | 1859                                                                           | 25. Oktober 1984   | A 029           |
| Wohnhaus                                                                                                | Wohnhaus | Gütersloh Berliner Straße 334 Karte                                       | Fachwerkgebäude | 1749                                                                           | 25. Oktober 1984   | A 030           |
| weitere Bilder                                                                                          | Martin-Luther-Kirche | Gütersloh Martin-Luther-Platz 1 Karte                                     | Einschiffige Hallenkirche                                                                                                   | 1861                                                                           | 25. Oktober 1984   | A 031           |
| weitere Bilder                                                                                          | Höhenmarke, Taufengel, Glocke, Altarbild und Wandbilder sowie Krippenfiguren der Martin-Luther-Kirche                              | Gütersloh Martin-Luther-Platz 1 Karte                                     | Ergänzungen zur Eintragung A 031; die Weihnachtskrippe (um 1920) war Denkmal des Monats in Westfalen-Lippe im Dezember 2009 | 1861                                                                           | 25. Oktober 1984   | A 031a-e        |
| Außenfassade eines Wohn- und Geschäftshauses                                                            | Außenfassade eines Wohn- und Geschäftshauses                                                                                       | Gütersloh Blessenstätte 10, 12 Karte                                      | Fassade des Fachwerkhauses                                                                                                  | Anfang 19. Jahrhundert                                                         | 25. Oktober 1984   | A 032           |
| weitere Bilder                                                                                          | Katholische Kirche St. Friedrich                                                                                                   | Friedrichsdorf Avenwedder Straße Karte                                    | Kirche | 1864                                                                           | 25. Oktober 1984   | A 033           |
| weitere Bilder                                                                                          | Evangelische Johanneskirche Friedrichsdorf                                                                                         | Friedrichsdorf Brackweder Straße Karte                                    | Einschiffige Hallenkirche                                                                                                   | 1878 Erweiterung 1913, Sakristei 1959                                          | 25. Oktober 1984   | A 034           |
| Haus Buchwald                                                                                           | Haus Buchwald | Gütersloh Auf der Benkert 7 Karte                                         | Villengebäude | 1890                                                                           | 25. Oktober 1984   | A 035           |
| Speicher Meier Raßfeld                                                                                  | Speicher Meier Raßfeld | Gütersloh Meier-zu-Rassfeld-Weg 17 Karte                                  | Fachwerkgebäude | 1578                                                                           | 25. Oktober 1984   | A 036           |
| Gut Langert                                                                                             | Gut Langert | Gütersloh Brockhäger Straße 250 Karte                                     | Haupt- und Nebengebäude | 1848                                                                           | 25. Oktober 1984   | A 037           |
| Ehemalige Scheune                                                                                       | Ehemalige Scheune | Gütersloh Brockhäger Straße 256 Karte                                     | Fachwerkgebäude | Ende 18./Anfang 19. Jahrhundert                                                | 2. März 1987       | A 037           |
| Allee des Gutes Langert                                                                                 | Allee des Gutes Langert | Gütersloh Brockhäger Straße 250 Karte                                     | Baumallee |                                                                                | 2. März 1987       | A 037           |
| Wohnhaus                                                                                                | Wohnhaus | Gütersloh Bultmannstraße 11 Karte                                         | Fachwerkgebäude | um 1900                                                                        | 25. Oktober 1984   | A 038           |
| Wohnhaus                                                                                                | Wohnhaus | Gütersloh Alsenstraße 20 Karte                                            | Wohngebäude | 1915                                                                           | 22. August 1988    | A 039           |
| Wohnhaus, „Fricke-Villa“                                                                                | Wohnhaus, „Fricke-Villa“ | Gütersloh Eickhoffstraße 5 Karte                                          | Wohngebäude, heute Verwaltungssitz der Walter Blüchert Stiftung                                                             | 1879, Südflügel von 1903                                                       | 25. Oktober 1984   | A 040           |
| Wohnhaus                                                                                                | Wohnhaus | Gütersloh Eickhoffstraße 7 Karte                                          | Wohngebäude | 1875                                                                           | 25. Oktober 1984   | A 041           |
| weitere Bilder                                                                                          | Evangelisch Stiftisches Gymnasium                                                                                                  | Gütersloh Feldstraße 13 Karte                                             | Schulgebäude | 1928 Wiederaufbau 1950                                                         | 25. Oktober 1984   | A 042           |
| Wohnhaus                                                                                                | Wohnhaus | Gütersloh Feldstraße 19, 19a Karte                                        | Fachwerkgebäude | 1865, rückwärtiges Gebäude von 1881                                            | 25. Oktober 1984   | A 043           |
| weitere Bilder                                                                                          | Wasserturm | Gütersloh Friedrichstraße 17 Karte                                        | Wasserturm | 1888                                                                           | 25. Oktober 1984   | A 044           |
| Fachwerkbauernhaus                                                                                      | Fachwerkbauernhaus | Gütersloh Epkes Kamp 1 Karte                                              | Fachwerkgebäude | 1839                                                                           | 25. Oktober 1984   | A 045           |
| Heuerlingshaus                                                                                          | Heuerlingshaus | Gütersloh Epkes Kamp 7 Karte                                              | Fachwerkgebäude | 1763                                                                           | 25. Oktober 1984   | A 045           |
| Technische Ausstattung der Wassermühle Ruthmann                                                         | Technische Ausstattung der Wassermühle Ruthmann                                                                                    | Avenwedde Sürenheider Straße 146 Karte                                    | Technische Ausstattung | 1951                                                                           | 13. September 2007 | A 046           |
| BW | Hofhaus | Gütersloh Amtenbrinksweg 208 Karte                                        | Fachwerkgebäude | 1591                                                                           | 22. August 1988    | A 047           |
| Wohnhaus                                                                                                | Wohnhaus | Isselhorst Haller Straße 105 Karte                                        | Wohngebäude | 1901                                                                           | 25. Oktober 1984   | A 048           |
| Fabrikantenvilla                                                                                        | Fabrikantenvilla | Isselhorst Haller Straße 114 Karte                                        | Villengebäude | 1886                                                                           | 25. Oktober 1984   | A 049           |
| Wohnhaus                                                                                                | Wohnhaus | Isselhorst Haller Straße 140 Karte                                        | Fachwerkgebäude | 1828                                                                           | 25. Oktober 1984   | A 050           |
| weitere Bilder                                                                                          | Neuer Jüdischer Friedhof | Gütersloh Böhmerstraße Karte                                              | Friedhof | ab 1866                                                                        | 22. August 1988    | A 051           |
| Wohnhaus                                                                                                | Wohnhaus | Isselhorst Haller Straße 151 Karte                                        | ehemalige Schmiede, später Wohnhaus und Büro der Maschinenfabrik Schürmann, Fachwerkgebäude                                 | 1835                                                                           | 25. Oktober 1984   | A 052           |
| Barkeys Hof                                                                                             | Barkeys Hof | Gütersloh Herzebrocker Straße 9 Karte                                     | Fachwerkgebäude | 1756                                                                           | 25. Oktober 1984   | A 053           |
| Barkeys Hof, Wohnhaus                                                                                   | Barkeys Hof, Wohnhaus | Gütersloh Herzebrocker Straße 11 Karte                                    | Massivgebäude | 1902                                                                           | 25. Oktober 1984   | A 053           |
| Wohnhaus, Wirtschaftsanbau, Werkstatt                                                                   | Wohnhaus, Wirtschaftsanbau, Werkstatt                                                                                              | Gütersloh Hohenzollernstraße 11 Karte                                     | Fachwerkgebäude mit Vorderhaus                                                                                              | 1854 Hinterhaus von 1878 1903                                                  | 25. Oktober 1984   | A 054           |
| Wohnhaus                                                                                                | Wohnhaus | Gütersloh Hohenzollernstraße 15 Karte                                     | Fachwerkgebäude | 1874                                                                           | 25. Oktober 1984   | A 055           |
| Wohnhaus                                                                                                | Wohnhaus | Gütersloh Hohenzollernstraße 19 Karte                                     | Wohngebäude | 1895                                                                           | 25. Oktober 1984   | A 056           |
| Ev. Gemeindehaus                                                                                        | Ev. Gemeindehaus | Gütersloh Hohenzollernstraße 21 Karte                                     | Gemeindehaus, heute Wohnhaus                                                                                                | 1907                                                                           | 25. Oktober 1984   | A 057           |
| Wohnhaus                                                                                                | Wohnhaus | Gütersloh Hohenzollernstraße 28 Karte                                     | Villengebäude | 1877                                                                           | 25. Oktober 1984   | A 058           |
| Wohnhaus                                                                                                | Wohnhaus | Gütersloh Hohenzollernstraße 30 Karte                                     | Villengebäude | 1880                                                                           | 25. Oktober 1984   | A 059           |
| Villa                                                                                                   | Villa | Gütersloh Emilienstraße 6 Karte                                           | Villengebäude | 1912                                                                           | 28. Juni 1989      | A 060           |
| Wohnhaus                                                                                                | Wohnhaus | Gütersloh Hohenzollernstraße 36 Karte                                     | Wohnhaus | 1882, Seitenflügel von 1908                                                    | 25. Oktober 1984   | A 061           |
| Schulgebäude                                                                                            | Schulgebäude | Gütersloh Hohenzollernstraße 43 Karte                                     | Schulgebäude, heute Volkshochschule                                                                                         | 1892                                                                           | 25. Oktober 1984   | A 062           |
| BW | Wohnhaus | Gütersloh Holler Straße 251 Karte                                         | vorderer Fachwerkbauteil des Doppelkötterhaus                                                                               | 1714                                                                           | 25. Oktober 1984   | A 063           |
| Ehemalige Schule und Lehrerhaus                                                                         | Ehemalige Schule und Lehrerhaus | Gütersloh Verler Straße 153 Karte                                         | Fachwerkgebäude | 19. Jahrhundert                                                                | 11. Februar 1993   | A 064           |
| Wohnhaus                                                                                                | Wohnhaus | Gütersloh Im Großen Busch 15 Karte                                        | Haupthaus, Stall | 1752 (Haupthaus), 1901 (Stall)                                                 | 25. Oktober 1984   | A 065           |
| Immelwirth                                                                                              | Immelwirth | Avenwedde Immelstraße 134 Karte                                           | | 1679                                                                           | 25. Oktober 1984   | A 066           |
| Deele                                                                                                   | Deele | Isselhorst Isselhorster Kirchplatz 5 Karte                                | Fachwerkgebäude, Historische Gaststätte „Zur Linde“                                                                         | 1677                                                                           | 25. Oktober 1984   | A 067           |
| weitere Bilder                                                                                          | Evangelische Kirche Isselhorst | Isselhorst Isselhorster Kirchplatz 16 Karte                               | Kirche | 1517 (Kirchturm), 1881 (Kirchenschiff)                                         | 25. Oktober 1984   | A 068           |
| Osthus-Hof (Deele)                                                                                      | Osthus-Hof (Deele) | Isselhorst Isselhorster Straße 374 Karte                                  | | 1849                                                                           | 25. Oktober 1984   | A 069           |
| BW | Meyer zu Isselhorst | Isselhorst Isselhorster Straße 426 Karte                                  | Fachwerkgebäude | 1773                                                                           | 25. Oktober 1984   | A 070           |
| BW | Meyerhof Isselhorst (Scheune) | Isselhorst Isselhorster Straße 428 Karte                                  | Fachwerkgebäude | 1810                                                                           | 26. September 2003 | A 070a          |
| BW | Brücke mit Wehranlage | Isselhorst Isselhorster Straße Karte                                      | | 19. Jahrhundert                                                                | 15. Mai 2007       | A 070b          |
| BW | Wassermühle | Isselhorst Isselhorster Straße 422 Karte                                  | Wassermühle | 1789                                                                           | 15. Mai 2007       | A 070b          |
| BW | Wohnhaus | Gütersloh Johann-Sewerin-Straße 6 Karte                                   | Jugendstilgebäude | 1904                                                                           | 25. Oktober 1984   | A 071           |
| Kugelgasbehälter                                                                                        | Kugelgasbehälter | Gütersloh Berliner Straße 260 Karte                                       | Industrieanlage | 1965                                                                           | 9. September 2005  | A 072           |
| Strenger’sches Haus                                                                                     | Strenger’sches Haus | Gütersloh Kirchstraße 4 Karte                                             | Ackerbürgerhaus | 1658, Erweiterung 1721                                                         | 25. Oktober 1984   | A 073           |
| Wohn- und Geschäftshaus                                                                                 | Wohn- und Geschäftshaus | Gütersloh Kirchstraße 5 Karte                                             | Wohn- und Geschäftsgebäude                                                                                                  | 1738, Eingangsbereich von 1912                                                 | 25. Oktober 1984   | A 074           |
| weitere Bilder                                                                                          | Wohnhaus | Gütersloh Kirchstraße 10 Karte                                            | Fachwerkgebäude | 1779                                                                           | 25. Oktober 1984   | A 075           |
| Wohn- und Geschäftshaus                                                                                 | Wohn- und Geschäftshaus | Gütersloh Kirchstraße 12 Karte                                            | Wohn- und Geschäftshaus | 17./18. Jahrhundert                                                            | 25. Oktober 1984   | A 076           |
| Wohnhaus-Fassaden                                                                                       | Wohnhaus-Fassaden | Gütersloh Kirchstraße 17 Karte                                            | Fassaden | 1889                                                                           | 25. Oktober 1984   | A 077           |
| Wohnhaus                                                                                                | Wohnhaus | Gütersloh Kirchstraße 18 Karte                                            | Wohnhaus, heute Musikschule                                                                                                 | 1860                                                                           | 25. Oktober 1984   | A 078           |
| Wohnhaus                                                                                                | Wohnhaus | Gütersloh Kirchstraße 18 a Karte                                          | Wohnhaus, heute Musikschule                                                                                                 | 1880                                                                           | 25. Oktober 1984   | A 079           |
| Wohnhaus, ehem. „Villa Bartels“, heute Standesamt                                                       | Wohnhaus, ehem. „Villa Bartels“, heute Standesamt                                                                                  | Gütersloh Kirchstraße 21 Karte                                            | Fachwerkgebäude | 1801                                                                           | 25. Oktober 1984   | A 080           |
| weitere Bilder                                                                                          | Stadtmuseum Gütersloh | Gütersloh Kökerstraße 7 Karte                                             | Fachwerkgebäude | um 1800                                                                        | 25. Oktober 1984   | A 081           |
| weitere Bilder                                                                                          | Stadtmuseum Gütersloh | Gütersloh Kökerstraße 9 Karte                                             | Backsteingebäude | 1874                                                                           | 25. Oktober 1984   | A 082           |
| weitere Bilder                                                                                          | Altes Amtsgericht | Gütersloh Königstraße 1 Karte                                             | Gerichtsgebäude | 1908                                                                           | 25. Oktober 1984   | A 083           |
| Wohn- und Geschäftshaus                                                                                 | Wohn- und Geschäftshaus | Gütersloh Königstraße 2 Karte                                             | Wohn- und Geschäftsgebäude                                                                                                  | 1903                                                                           | 25. Oktober 1984   | A 084           |
| Wohn- und Geschäftshaus                                                                                 | Wohn- und Geschäftshaus | Gütersloh Königstraße 32 Karte                                            | Wohn- und Geschäftsgebäude                                                                                                  | 1903                                                                           | 25. Oktober 1984   | A 085           |
| Wohn- und Geschäftshaus                                                                                 | Wohn- und Geschäftshaus | Gütersloh Königstraße 34 Karte                                            | Jugendstilgebäude | 1904                                                                           | 25. Oktober 1984   | A 086           |
| Wohnhaus                                                                                                | Wohnhaus | Gütersloh Königstraße 40 Karte                                            | Wohngebäude | ca. 1880                                                                       | 25. Oktober 1984   | A 087           |
| Wohnhaus                                                                                                | Wohnhaus | Gütersloh Körnerstraße 10 Karte                                           | | 1779                                                                           | 25. Oktober 1984   | A 088           |
| weitere Bilder                                                                                          | Amtsgericht Gütersloh | Gütersloh Friedrich-Ebert-Straße 30 Karte                                 | Gerichtsgebäude | 1959                                                                           | 15. Oktober 1998   | A 089           |
| Wohnhaus                                                                                                | Wohnhaus | Gütersloh Lindenstraße 9 Karte                                            | Villengebäude | 1910                                                                           | 25. Oktober 1984   | A 090           |
| Wohnhaus                                                                                                | Wohnhaus | Gütersloh Lindenstraße 11 Karte                                           | Wohngebäude | 1882                                                                           | 25. Oktober 1984   | A 091           |
| Wohnhaus                                                                                                | Wohnhaus | Gütersloh Lindenstraße 15 Karte                                           | Villengebäude | 1885                                                                           | 25. Oktober 1984   | A 092           |
| Mühle Merklinghaus                                                                                      | Mühle Merklinghaus | Gütersloh Thesings Allee 2 Karte                                          | Fachwerkgebäude | 1912 Wiederaufbau nach Brand von 1933                                          | 25. Oktober 1984   | A 093           |
| Loerpabels Hof (Hauptgebäude)                                                                           | Loerpabels Hof (Hauptgebäude) | Gütersloh Loerpabelsweg 15 Sieweckestraße 61 Karte                        | | um 1880                                                                        | 25. Oktober 1984   | A 094           |
| BW | Wohnhaus | Gütersloh Feldstr. 22 Karte                                               | Wohngebäude | 1884                                                                           | 22. August 1988    | A 095           |
| Bankgebäude                                                                                             | Bankgebäude | Gütersloh Moltkestraße 3 Karte                                            | | 1933 Anbau von 1954                                                            | 25. Oktober 1984   | A 096           |
| Hauptbaukörper (Fassaden)                                                                               | Hauptbaukörper (Fassaden) | Gütersloh Moltkestraße 10 Karte                                           | Fassaden | 1880                                                                           | 25. Oktober 1984   | A 097           |
| Schlüter’sches Haus                                                                                     | Schlüter’sches Haus | Gütersloh Moltkestraße 10 a Karte                                         | Wohnhaus | 1928                                                                           | 25. Oktober 1984   | A 098           |
| Schulgebäude                                                                                            | Schulgebäude | Gütersloh Moltkestraße 11 Karte                                           | Schulgebäude | 1904                                                                           | 25. Oktober 1984   | A 099           |
| BW | Aula-Fenster | Gütersloh Moltkestraße 13 Karte                                           | Fenster der Aula | 1912                                                                           | 25. Oktober 1984   | A 100           |
| Elly-Heuss-Knapp-Realschule                                                                             | Elly-Heuss-Knapp-Realschule | Gütersloh Moltkestraße 13 Karte                                           | Schulgebäude | 1912                                                                           | 29. September 2000 | A 100a          |
| BW | Wohnhaus | Gütersloh Moltkestraße 25 Karte                                           | Jugendstilgebäude | 1902                                                                           | 25. Oktober 1984   | A 101           |
| Hof Meier zu Hollen                                                                                     | Hof Meier zu Hollen | Hollen Münsterlandstraße 110 Karte                                        | Hofanlage | um 1900                                                                        | 25. Oktober 1984   | A 102           |
| Weberhaus                                                                                               | Weberhaus | Gütersloh Münsterstraße 9 Karte                                           | Ackerbürgerhaus | 1649                                                                           | 25. Oktober 1984   | A 103           |
| Dresdner Bank (Fassaden)                                                                                | Dresdner Bank (Fassaden) | Gütersloh Münsterstraße 11 Karte                                          | Außenfassaden | 1908                                                                           | 25. Oktober 1984   | A 104           |
| Wohnhaus                                                                                                | Wohnhaus | Gütersloh Neuenkirchener Straße 15 Karte                                  | Wohngebäude | 1910                                                                           | 25. Oktober 1984   | A 105           |
| Brennerei Meier                                                                                         | Brennerei Meier | Spexard Linteler Straße 21 Karte                                          | Brennerei | 1898                                                                           | 25. Oktober 1984   | A 106           |
| BW | Hofhaus Meier Spexard | Spexard Linteler Straße 25 a, 25 b, 25 c, 25 d Karte                      | | 1823                                                                           | 26. November 2004  | A 106a          |
| BW | Alter Wirtschaftsteil des Hofes Baumeister                                                                                         | Isselhorst Niehorster Straße 139 Karte                                    | | 1869                                                                           | 25. Oktober 1984   | A 107           |
| BW | Bienenhaus auf dem Hof Baumeister                                                                                                  | Isselhorst Niehorster Straße 139 Karte                                    | Fachwerkgebäude | letztes Drittel des 19. Jahrhunderts                                           | 2. November 2004   | A 107a          |
| Wohnhaus                                                                                                | Wohnhaus | Gütersloh Pavenstädter Weg 172 Karte                                      | Fachwerkgebäude | 1684                                                                           | 25. Oktober 1984   | A 108           |
| BW | Wassermühle Grundmeier | Spexard Plümersweg 93 Karte                                               | Fachwerkgebäude | 2. Hälfte des 19. Jahrhunderts                                                 | 25. Oktober 1984   | A 109           |
| BW | Wohnhaus | Gütersloh Prinzenstraße 4 Karte                                           | Wohngebäude | 1897                                                                           | 25. Oktober 1984   | A 110           |
| Giebel von Haus Prante                                                                                  | Giebel von Haus Prante | Hollen Reithallenweg 34 Karte                                             | Giebel | 1656                                                                           | 25. Oktober 1984   | A 111           |
| Berufsförderungszentrum                                                                                 | Berufsförderungszentrum | Gütersloh Roonstraße 1 Karte                                              | Klassizistisches Gebäude | um 1920                                                                        | 25. Oktober 1984   | A 112           |
| Altes Alumnat                                                                                           | Altes Alumnat | Gütersloh Roonstraße 3 Karte                                              | Wohngebäude | 1902                                                                           | 25. Oktober 1984   | A 113           |
| Wohnhaus                                                                                                | Wohnhaus | Gütersloh Roonstraße 6 Karte                                              | Villengebäude | 1891                                                                           | 25. Oktober 1984   | A 114           |
| Wohnhaus                                                                                                | Wohnhaus | Gütersloh Roonstraße 7 Karte                                              | Wohngebäude | 1895                                                                           | 25. Oktober 1984   | A 115           |
| Wohnhaus                                                                                                | Wohnhaus | Gütersloh Roonstraße 8 Karte                                              | Villengebäude | 1882                                                                           | 25. Oktober 1984   | A 116           |
| Wohnhaus                                                                                                | Wohnhaus | Gütersloh Roonstraße 10 Karte                                             | Villengebäude | 1882                                                                           | 25. Oktober 1984   | A 117           |
| Wohnhaus                                                                                                | Wohnhaus | Gütersloh Roonstraße 15 Karte                                             | Wohngebäude | 1899                                                                           | 25. Oktober 1984   | A 118           |
| Wohn- und Geschäftshaus                                                                                 | Wohn- und Geschäftshaus | Gütersloh Kirchstraße 7 Karte                                             | Wohn- und Geschäftsgebäude                                                                                                  | 1881                                                                           | 25. August 1988    | A 119           |
| weitere Bilder                                                                                          | ehemals Sitz der Sparkasse und Volksbibliothek sowie Kunsthaus des Gymnasiums, heute Sitz der Stiftung Deutsche Schlaganfall-Hilfe | Gütersloh Schulstraße 22 Karte                                            | Massivgebäude | 1913                                                                           | 25. Oktober 1984   | A 120           |
| Schulgebäude mit Turnhalle                                                                              | Schulgebäude mit Turnhalle | Gütersloh Schulstraße 30 Karte                                            | | 1902                                                                           | 25. Oktober 1984   | A 121           |
| BW | Brennerei Altewischer | Avenwedde Alte Spexarder Straße 6-8 Karte                                 | Brennerei | 2. Hälfte des 19. Jahrhunderts                                                 | 25. Oktober 1984   | A 122           |
| Deutsche Bank                                                                                           | Deutsche Bank | Gütersloh Stohlmannplatz 2 Karte                                          | Bankgebäude | 1923                                                                           | 25. Oktober 1984   | A 123           |
| Wohn- und Geschäftshaus                                                                                 | Wohn- und Geschäftshaus | Gütersloh Strengerstraße 2 Karte                                          | Wohn- und Geschäftsgebäude heute Cafe Fritzenkötter                                                                         | 1927                                                                           | 25. Oktober 1984   | A 124           |
| Hofanlage Meier zu Gütersloh                                                                            | Hofanlage Meier zu Gütersloh | Gütersloh Thesings Allee 1 Karte                                          | Hofanlage | um 1850                                                                        | 25. Oktober 1984   | A 125           |
| Wohnhaus                                                                                                | Wohnhaus | Gütersloh Thesings Allee 3 Karte                                          | Villengebäude | 1903                                                                           | 25. Oktober 1984   | A 126           |
| Fassade eines Wohn- und Geschäftshauses                                                                 | Fassade eines Wohn- und Geschäftshauses                                                                                            | Gütersloh Kirchstraße 9 Karte                                             | Fassade | 1912                                                                           | 25. August 1988    | A 127           |
| Wasserturm                                                                                              | Wasserturm | Gütersloh Carl-Miele-Straße Karte                                         | Wasserturm | 1917                                                                           | 4. Juli 1988       | A 129           |
| Bahnhofsgebäude Isselhorst-Avenwedde                                                                    | Bahnhofsgebäude Isselhorst-Avenwedde                                                                                               | Avenwedde Isselhorster Straße 248 Karte                                   | Bahnhof | 1918                                                                           | 11. Mai 1988       | A 128           |
| Alte Heuwaage                                                                                           | Alte Heuwaage | Gütersloh Unter den Ulmen 4 Karte                                         | Fachwerkgebäude | 1826                                                                           | 25. Oktober 1984   | A 130           |
| Wohnhaus                                                                                                | Wohnhaus | Isselhorst Isselhorster Straße 409, ursprünglich Unter den Ulmen 48 Karte | Ackerbürgerhaus | 1860                                                                           | 25.10.1984         | A 131           |
| weitere Bilder                                                                                          | St.-Pankratius-Kirche | Gütersloh Unter den Ulmen 16 Karte                                        | Kirche | 1891                                                                           | 25. Oktober 1984   | A 132           |
| Gaststätte „Zum lüttken Winkel“, heute Wohnhaus                                                         | Gaststätte „Zum lüttken Winkel“, heute Wohnhaus                                                                                    | Gütersloh Wiedenbrücker Straße 152 Karte                                  | Längsdeelenfachwerkhaus | 1. Hälfte des 19. Jahrhunderts                                                 | 25. Oktober 1984   | A 133           |
| weitere Bilder                                                                                          | Overbergschule | Gütersloh Neuenkirchener Straße 44 Karte                                  | Schulgebäude | 1908                                                                           | 26. August 1988    | A 134           |
| Hofhaus                                                                                                 | Hofhaus | Spexard Neuenkirchener Straße 439 Karte                                   | Hofanlage | 1719                                                                           | 29. August 1988    | A 135           |
| Speicher                                                                                                | Speicher | Spexard Neuenkirchener Straße 457 Karte                                   | Fachwerkgebäude | 1673                                                                           | 29. August 1988    | A 136           |
| weitere Bilder                                                                                          | Bildstock | Spexard Plümersweg 156 Karte                                              | | 1871                                                                           | 29. August 1988    | A 137           |
| Hofhaus                                                                                                 | Hofhaus | Gütersloh Postdamm 147 Karte                                              | | 1733                                                                           | 29. August 1988    | A 138           |
| Wohngebäude                                                                                             | Wohngebäude | Gütersloh Roonstraße 2 Karte                                              | L-förmiger, zweigeschossiger Putzbau mit Mezzaningeschoss                                                                   | 1901                                                                           | 29. August 1988    | A 139           |
| Wohnhaus                                                                                                | Wohnhaus | Gütersloh Unter den Ulmen 6 Karte                                         | Wohngebäude | ca. 1900                                                                       | 29. August 1988    | A 140           |
| Wohnhaus                                                                                                | Wohnhaus | Gütersloh Unter den Ulmen 44 Karte                                        | Wohngebäude | 1905                                                                           | 25. August 1988    | A 141           |
| weitere Bilder                                                                                          | ehem. Josefshaus | Gütersloh Unter den Ulmen 3 Karte                                         | Villengebäude | 1883                                                                           | 19. Dezember 1988  | A 142           |
| Alte Weberei Greve & Güth                                                                               | Alte Weberei Greve & Güth | Gütersloh Bogenstraße 2, 3, 5, 8 Karte                                    | Industrieanlage | 1874                                                                           | 28. Juni 1989      | A 143           |
| BW | Haustür | Gütersloh Brockhäger Straße 167 Karte                                     | Haustür | um 1880                                                                        | 28. Juni 1989      | A 144           |
| Deelentorgestell                                                                                        | Deelentorgestell | Spexard Osningstraße 24 Karte                                             | | bezeichnet 1765                                                                | 28. Juni 1989      | A 145           |
| Hofhaus                                                                                                 | Hofhaus | Friedrichsdorf Paderborner Straße 175 Karte                               | | 1731                                                                           | 28. Juni 1989      | A 146           |
| BW | Deelentorgestell | Ebbesloh Haller Straße 516 Karte                                          | Hofhaus-Deelentorgestell | 1801                                                                           | 28. Juni 1989      | A 147           |
| BW | Deelentorgestell | Gütersloh Pavenstädter Weg 270 Karte                                      | | bezeichnet 1748                                                                | 28. Juni 1989      | A 148           |
| BW | Deelentorgestell | Ebbesloh Haller Straße 523 Karte                                          | Deelentorgestell | 1834                                                                           | 28. Juni 1989      | A 149           |
| Hofhaus                                                                                                 | Hofhaus | Spexard Hellweg 302 Karte                                                 | | bezeichnet 1676                                                                | 28. Juni 1989      | A 150           |
| Wappen an der ehemaligen Wassermühle                                                                    | Wappen an der ehemaligen Wassermühle                                                                                               | Gütersloh Herzebrocker Straße 298 Karte                                   | Wappen der früheren Reichsgrafen von Bentheim-Tecklenburg zu Rheda an der sog. Neuen Mühle                                  | 1731                                                                           | 28. Juni 1989      | A 151           |
| BW | Hofhaus | Avenwedde Avenwedder Straße 100 Karte                                     | Wirtschaftsteil eines Hofhauses                                                                                             | 1783                                                                           | 28. Juni 1989      | A 152           |
| BW | Heuerlingshaus | Gütersloh Elbrachtsweg 75 a Karte                                         | Durchgangsdeelenhaus | 1734                                                                           | 1. März 1996       | A 153           |
| Schule                                                                                                  | Schule | Isselhorst Haller Straße 104 Karte                                        | Schulgebäude | 1892 / 1904                                                                    | 25. April 1996     | A 154           |
| Turnhalle                                                                                               | Turnhalle | Isselhorst Haller Straße 108 Karte                                        | Turnhalle | 1929 / 1930                                                                    | 25. April 1996     | A 154           |
| BW | Grabstein des Herrn Dr. med. Leopold Kranefuss                                                                                     | Gütersloh Friedhofstraße Karte                                            | | 1944                                                                           | 28. Juni 1990      | A 155           |
| weitere Bilder                                                                                          | Geschäftshaus | Gütersloh Königstraße 7 Karte                                             | Ackerbürgerhaus | 1668, renov. 1801                                                              | 2. November 1990   | A 156           |
| BW | Ehemalige Stahl’sche Brennerei | Gütersloh Neuenkirchener Straße 39 Karte                                  | Brennerei | 1935, Nebenraum von 1940                                                       | 10. Mai 1991       | A 157           |
| Landesgrenzstein Nr. 2                                                                                  | Landesgrenzstein Nr. 2 | Avenwedde/Gütersloh Carl-Zeiss-Straße Karte                               | Grenzstein der ehemaligen Grenze zwischen dem Amt Reckenberg und der Herrschaft Rheda                                       | 18. Jahrhundert                                                                | 20. Februar 1991   | A 158           |
| weitere Bilder                                                                                          | Grabmal Anton Lücke | Friedrichsdorf Brackweder Straße Karte                                    | Grabmonument | 1852                                                                           | 24. September 2009 | A 159           |
| Hochkreuz auf dem Friedhof                                                                              | Hochkreuz auf dem Friedhof | Friedrichsdorf Brackweder Straße Karte                                    | Hochkreuz | 1880 / 1890                                                                    | 22. August 1988    | A 160           |
| Längsdeelenfachwerkhaus                                                                                 | Längsdeelenfachwerkhaus | Gütersloh Ibrüggerstraße 34 a Karte                                       | | 1751                                                                           | 22. August 1988    | A 161           |
| BW | Hofhaus | Gütersloh Brockhäger Straße 31 Karte                                      | Fachwerkgebäude | 1891                                                                           | 22. August 1988    | A 162           |
| Heuerlingshaus                                                                                          | Heuerlingshaus | Gütersloh Berliner Straße 294 a Karte                                     | Fachwerkgebäude | 1. Hälfte des 19. Jahrhunderts                                                 | 28. Juni 1989      | A 163           |
| Wohnhaus                                                                                                | Wohnhaus | Gütersloh Semmelweisstraße 4 Karte                                        | Wohngebäude | 1928                                                                           | 28. Juni 1989      | A 164           |
| BW | Deelentorgestell | Gütersloh Schledebrückstraße 224 Karte                                    | | 1. Hälfte des 18. Jahrhunderts                                                 | 28. Juni 1989      | A 165           |
| Teile des Haupthauses                                                                                   | Teile des Haupthauses | Gütersloh Meier-zu-Rassfeld-Weg 15 Karte                                  | Fachwerkhaus | 1825 Kammerfach von 1901                                                       | 24. Oktober 1990   | A 166           |
| Schafstall                                                                                              | Schafstall | Gütersloh Meier-zu-Rassfeld-Weg 21 Karte                                  | Fachwerkgebäude | 17. Jahrhundert                                                                | 24. Oktober 1990   | A 166           |
| Eisenbahnkreuz Röhrheide in Gütersloh-Avenwedde                                                         | Eisenbahnkreuz Röhrheide in Gütersloh-Avenwedde                                                                                    | Avenwedde Röhrheide Karte                                                 | Überwerfungsbauwerk | 1914                                                                           | 11. April 1988     | A 167           |
| Landesgrenzstein Nr. 19                                                                                 | Landesgrenzstein Nr. 19 | Avenwedde Birkheide Karte                                                 | Grenzstein der ehemaligen Grenze zwischen dem Amt Reckenberg und der Grafschaft Ravensberg                                  | 1772                                                                           | 22. August 1988    | A 168           |
| Wohn- und Geschäftshaus                                                                                 | Wohn- und Geschäftshaus | Gütersloh Kirchstraße 13 Karte                                            | Wohn- und Geschäftsgebäude                                                                                                  | 1923                                                                           | 25. August 1988    | A 169           |
| Brücke über den Eselsbach                                                                               | Brücke über den Eselsbach | Gütersloh Thesings Allee Karte                                            | | 1900 / 1910                                                                    | 28. Juni 1989      | A 170           |
| Kriegerdenkmal Isselhorst                                                                               | Kriegerdenkmal Isselhorst | Isselhorst Haller Straße Karte                                            | Kriegerdenkmal | 1898                                                                           | 2. März 1987       | A 171           |
| weitere Bilder                                                                                          | Bildstock | Avenwedde Avenwedder Straße Alte Osnabrücker Straße Karte                 | Bildstock | 1701                                                                           | 13. Juli 1987      | A 172           |
| BW | Hofhaus - Fassade | Avenwedde Dürerweg 267 Karte                                              | | bezeichnet 1861                                                                | 28. Juni 1989      | A 173           |
| weitere Bilder                                                                                          | Mahnmal Avenwedde | Avenwedde Avenwedder Straße Karte                                         | Kriegerdenkmal | 1957                                                                           | 23. September 2009 | A 174           |
| BW | Haustür | Gütersloh Herzebrocker Str. 7 Karte                                       | Haustür | ca. 1900/1910                                                                  | 22. August 1988    | A 175           |
| weitere Bilder                                                                                          | Spexarder Bauernhaus | Spexard Lukasstraße 14 Karte                                              | | Flett 1536 Wirtschaftsteil 1572                                                | 25. Januar 1991    | A 176           |
| BW | Schmiedeeisernes Tor | Gütersloh Brockhäger Straße 250 Karte                                     | Toranlage am Gut Langert |                                                                                | 3. März 1992       | A 177           |
| BW | Ziegelscheune | Gütersloh Brockhäger Straße 250 a Karte                                   | Scheune | 1875                                                                           | 3. März 1992       | A 177           |
| Jüdischer Friedhof                                                                                      | Jüdischer Friedhof | Gütersloh Herzebrocker Straße Karte                                       | | 1722                                                                           | 22. August 1988    | A 178           |
| BW | Ehem. Schule Sundern | Gütersloh Verler Straße 148 Karte                                         | heute Jugendzentrum | 1912                                                                           | 28. Juni 1989      | A 179           |
| Hofkreuz                                                                                                | Hofkreuz | Spexard In der Worth Karte                                                | | um 1900                                                                        | 22. August 1988    | A 180           |
| BW | Wohnhaus | Gütersloh Kahlertstraße 30 Karte                                          | Wohngebäude | 2. Hälfte des 19. Jahrhunderts                                                 | 25. August 1988    | A 181           |
| Hof Holste - Hofhaus                                                                                    | Hof Holste - Hofhaus | Isselhorst Niehorster Straße 6 Karte                                      | Vierständerbau mit Ziegelausfachung unter Satteldach                                                                        | 1829                                                                           | 28. Juni 1989      | A 182           |
| Hof Holste - Altenteiler                                                                                | Hof Holste - Altenteiler | Isselhorst Niehorster Straße 8 Karte                                      | | 18. Jahrhundert                                                                | 28. Juni 1989      | A 182           |
| Wohnhaus                                                                                                | Wohnhaus | Gütersloh Thesings Allee 7 Karte                                          | Villengebäude | 1902                                                                           | 25. Oktober 1984   | A 183           |
| ehem. Konfirmandensaal                                                                                  | ehem. Konfirmandensaal | Gütersloh Kirchstraße 14 Karte                                            | Massivgebäude | 1896                                                                           | 25. August 1988    | A 184           |
| Wohnhaus                                                                                                | Wohnhaus | Gütersloh Roonstraße 17 Karte                                             | Wohngebäude | 1898                                                                           | 29. August 1988    | A 185           |
| Ehemalige Brennerei Elmendorf                                                                           | Ehemalige Brennerei Elmendorf | Isselhorst Haller Straße 111 Karte                                        | Industrieanlage | Mitte bis Ende 19. Jahrhundert                                                 | 30. Juli 1990      | A 186           |
| Fachwerkgebäude                                                                                         | Fachwerkgebäude | Gütersloh Kökerstraße 7 a Karte                                           | heute Museumscafé des Stadtmuseums Gütersloh                                                                                | Fachwerkhaus von 1803 Schlachthaus von 1900                                    | 16. August 1990    | A 187           |
| BW | Wohnhaus mit Einfriedigung, Garage und Gartengestaltung                                                                            | Gütersloh Prekerstraße 26 Karte                                           | | 1956                                                                           | 23. Mai 1996       | A 188           |
| Heuerlingshaus                                                                                          | Heuerlingshaus | Avenwedde Auf'm Erley 35 Karte                                            | Fachwerkgebäude | 1771                                                                           | 6. Mai 1991        | A 189           |
| BW | Hofhaus | Avenwedde Auf'm Erley 51 Karte                                            | Hofhaus | 1849, Wohnungsanbau von 1925                                                   | 6. Mai 1991        | A 190           |
| Kötterhaus                                                                                              | Kötterhaus | Avenwedde Sürenheider Straße 38 Karte                                     | Durchgangsdeelenhaus | 1783                                                                           | 7. Februar 1992    | A 191           |
| Wasserkran und zwei Prellböcke auf dem Gelände des TWE-Bahnhofes                                        | Wasserkran und zwei Prellböcke auf dem Gelände des TWE-Bahnhofes                                                                   | Gütersloh Am Grubenhof 2 Karte                                            | Wasserkran und Prellböcke                                                                                                   | um 1900                                                                        | 17. Februar 1992   | A 192           |
| Doppelkötterhaus                                                                                        | Doppelkötterhaus | Ebbesloh Brokheideweg 156 Karte                                           | Doppelkötterhaus | 1756                                                                           | 15. April 1992     | A 193           |
| weitere Bilder                                                                                          | Parkbad | Gütersloh Am Parkbad 7 Karte                                              | Landschaftsgarten | 1928                                                                           | 13. Juli 1992      | A 194           |
| Brückenbauwerk                                                                                          | Brückenbauwerk | Gütersloh Unter den Ulmen Karte                                           | Eisenbahnbrücke | 1910 bis 1916                                                                  | 3. Juli 1992       | A 195           |
| weitere Bilder                                                                                          | Westfälische Klinik | Gütersloh Buxelstraße 50 Hermann-Simon-Straße 7a, 7b Im Füchtei 150 Karte | Gebäude, Park und Garten | 1912                                                                           | 16. Juli 1992      | A 196           |
| Wohnhaus und Einfriedung                                                                                | Wohnhaus und Einfriedung | Gütersloh Bismarckstraße 4 b Karte                                        | Wohngebäude | 1925                                                                           | 27. August 1996    | A 197           |
| Wohn- und Gaststättengebäude,ehemalige Gaststätte Upmann                                                | Wohn- und Gaststättengebäude, ehemalige Gaststätte Upmann                                                                          | Isselhorst Bielefelder Straße 4 Karte                                     | | 1782f, 1873, 1929                                                              | 19. November 2018  | A 198           |
| BW | Bauernhaus | Gütersloh Holler Straße 266 Karte                                         | Hof- und Wohnhaus | 1758, Wohnhaus 1932                                                            | 25. August 1993    | A 199           |
| weitere Bilder                                                                                          | Halbmeilenstein | Avenwedde Berliner Straße Karte                                           | Meilenstein | 1. Hälfte des 19. Jahrhunderts                                                 | 4. Oktober 1993    | A 200           |
| Wohnhaus                                                                                                | Wohnhaus | Gütersloh Kahlertstraße 21 Karte                                          | Jugendstilgebäude | 1907                                                                           | 25. Oktober 1993   | A 201           |
| BW | Kötterhaus | Avenwedde Forellenweg 32 Karte                                            | Durchgangsdeelenhaus | 1718                                                                           | 25. Oktober 1993   | A 202           |
| Familienbegräbnis Klessmann                                                                             | Familienbegräbnis Klessmann | Gütersloh Unter den Ulmen Karte                                           | | 1925                                                                           | 22. August 1994    | A 203           |
| Familiengrabstätte Rasp                                                                                 | Familiengrabstätte Rasp | Gütersloh Unter den Ulmen Karte                                           | | 1851                                                                           | 22. August 1994    | A 204           |
| Grabstätte Familie Plange                                                                               | Grabstätte Familie Plange | Gütersloh Unter den Ulmen Karte                                           | | 1902                                                                           | 26. August 1994    | A 205           |
| Grabmonument Familie Schlüter                                                                           | Grabmonument Familie Schlüter | Gütersloh Unter den Ulmen Karte                                           | | 1855                                                                           | 26. August 1994    | A 206           |
| Wohnhaus                                                                                                | Wohnhaus | Gütersloh Robert-Koch-Straße 2 Karte                                      | | 1925                                                                           | 28. Februar 1997   | A 207           |
| Familiengrabstätte Bertelsmann                                                                          | Familiengrabstätte Bertelsmann | Gütersloh Unter den Ulmen Karte                                           | | 1851                                                                           | 22. August 1994    | A 208           |
| Kriegerehrenmal                                                                                         | Kriegerehrenmal | Gütersloh Unter den Ulmen Karte                                           | | 1871                                                                           | 22. August 1994    | A 209           |
| Grabstätte Dr. Theodor Braun                                                                            | Grabstätte Dr. Theodor Braun | Gütersloh Unter den Ulmen Karte                                           | | 1911                                                                           | 22. August 1994    | A 210           |
| Familiengrabstätte Greve                                                                                | Familiengrabstätte Greve | Gütersloh Unter den Ulmen Karte                                           | | 1887                                                                           | 26. August 1994    | A 211           |
| BW | Familienbegräbnis Angenete | Gütersloh Unter den Ulmen Karte                                           | | 1910                                                                           | 26. August 1994    | A 212           |
| Portale des neuen Ev. Friedhofs                                                                         | Portale des neuen Ev. Friedhofs | Gütersloh Friedhofstraße Karte                                            | | 1911                                                                           | 22. August 1994    | A 213           |
| BW | Familiengrabstätte Rüggeberg | Gütersloh Friedhofstraße Karte                                            | | 1938                                                                           | 26. August 1994    | A 214           |
| BW | Familiengrabstätte Goldbecker | Gütersloh Friedhofstraße Karte                                            | | 1944                                                                           | 22. August 1994    | A 215           |
| BW | Familiengrabstelle Röbke | Gütersloh Friedhofstraße Karte                                            | | 1926                                                                           | 22. August 1994    | A 216           |
| BW | Johanniter-Gedenkstätte | Gütersloh Friedhofstraße Karte                                            | | 1920er Jahre                                                                   | 22. August 1994    | A 217           |
| BW | Familienbegräbnis Deppe | Isselhorst Haller Straße Karte                                            | Grabstelle | Anfang des 20. Jahrhunderts                                                    | 22. August 1994    | A 218           |
| Grabstätte der Familie Astroth                                                                          | Grabstätte der Familie Astroth | Isselhorst Haller Straße Karte                                            | Grabstein | 1910/1920                                                                      | 22. August 1994    | A 219           |
| BW | Grabstein Dreskornfeld | Isselhorst Haller Straße Karte                                            | Grabstein | 1879                                                                           | 22. August 1994    | A 220           |
| Grabstein Holtkamp                                                                                      | Grabstein Holtkamp | Isselhorst Haller Straße Karte                                            | Grabstein | 1875                                                                           | 22. August 1994    | A 220           |
| BW | Grabstein Landwehr | Isselhorst Haller Straße Karte                                            | Grabstein | 1873                                                                           | 22. August 1994    | A 220           |
| weitere Bilder                                                                                          | Evangeliumskirche | Gütersloh Brockhäger Straße 43 Karte                                      | Kirche | 1960                                                                           | 27. März 1998      | A 221           |
| BW | Schafstall | Avenwedde Avenwedder Straße 100 Karte                                     | Fachwerkgebäude | 17. Jahrhundert                                                                | 26. August 1994    | A 222           |
| BW | Ehemaliges Amtshaus | Gütersloh Bismarckstraße 5 Karte                                          | Amtsgebäude | 1899                                                                           | 22. August 1994    | A 223           |
| Doppelwohnhaus                                                                                          | Doppelwohnhaus | Gütersloh Bismarckstraße 8 Karte                                          | rechte Haushälfte des Wohnhauses                                                                                            | 1913                                                                           | 22. August 1994    | A 224           |
| Doppelwohnhaus                                                                                          | Doppelwohnhaus | Gütersloh Bismarckstraße 10 Karte                                         | linke Haushälfte des Wohnhauses                                                                                             | 1913                                                                           | 22. August 1994    | A 224           |
| BW | Bauernhaus | Ebbesloh Haarheideweg 61 Karte                                            | | 1657                                                                           | 22. August 1994    | A 225           |
| BW | Wohnhaus mit Garten und Einfriedung                                                                                                | Isselhorst Haller Straße 52 Karte                                         | Wohngebäude | 1931                                                                           | 22. August 1994    | A 226           |
| BW | Kriegerehrenmal | Gütersloh Hohenzollernstraße 43 Karte                                     | | 1922                                                                           | 22. August 1994    | A 227           |
| Heuerlingshaus                                                                                          | Heuerlingshaus | Gütersloh Ohlbrocksweg 262 Karte                                          | Durchgangsdeelenhaus | 1. Hälfte des 18. Jahrhunderts                                                 | 22. August 1994    | A 228           |
| Wohnhaus und Einfriedung                                                                                | Wohnhaus und Einfriedung | Friedrichsdorf Paderborner Straße 14 Karte                                | Wohngebäude | 1929                                                                           | 26. August 1994    | A 229           |
| BW | Bauernhaus | Hollen Reithallenweg 63 Karte                                             | Wirtschaftsgiebelfassade | 1670                                                                           | 22. August 1994    | A 230           |
| Druckereigebäude „Ludw. Flöttmann“, heute Sitz des Flöttmann Verlags und des Campus Gütersloh der HSBI  | Druckereigebäude „Ludw. Flöttmann“, heute Sitz des Flöttmann Verlags und des Campus Gütersloh der HSBI                             | Gütersloh Schulstraße 10 Karte                                            | Produktionsgebäude | 1928                                                                           | 26. August 1994    | A 231           |
| Erbbegräbnis                                                                                            | Erbbegräbnis | Gütersloh Thesings Allee 1 Karte                                          | | 1855                                                                           | 22. August 1994    | A 232           |
| BW | Bauernhaus | Gütersloh Zum Stillen Frieden 43 Karte                                    | Fachwerkgebäude | 1730                                                                           | 26. August 1994    | A 233           |
| Bauernhaus                                                                                              | Bauernhaus | Gütersloh Alte Verler Straße 16 Karte                                     | Fachwerkgebäude | 1713                                                                           | 30. März 1995      | A 234           |
| Kötterhaus                                                                                              | Kötterhaus | Isselhorst Silberweg 3 Karte                                              | Fachwerkgebäude | 1738                                                                           | 12. Oktober 1994   | A 235           |
| Landesgrenzstein Nr. 20 der ehemaligen Grenze zwischen dem Amt Reckenberg und der Grafschaft Ravensberg | Landesgrenzstein Nr. 20 der ehemaligen Grenze zwischen dem Amt Reckenberg und der Grafschaft Ravensberg                            | Avenwedde Dürerweg Karte                                                  | | 1772                                                                           | 1. Februar 1999    | A 236           |
| BW | Bauernhaus | Isselhorst Adam-Opel-Straße 16 Karte                                      | Durchgangsdeelenhaus | 1783                                                                           | 23. Februar 1999   | A 237           |
| Grabstätten der kath. Geistlichen und evang. Pastoren, Alter Friedhof                                   | Grabstätten der kath. Geistlichen und evang. Pastoren, Alter Friedhof                                                              | Gütersloh Unter den Ulmen Karte                                           | | Mitte - Ende des 19. Jahrhunderts                                              | 24. Februar 1999   | A 238           |
| BW | Wohn- und Geschäftshaus | Hollen Münsterlandstraße 65 Karte                                         | Wohn- und Geschäftsgebäude, heute Gaststätte Mams                                                                           | 1912                                                                           | 29. September 2000 | A 239           |
| weitere Bilder                                                                                          | Botanischer Garten und Stadtpark                                                                                                   | Gütersloh Parkstraße Karte                                                | Landschaftsgarten | 1912                                                                           | 30. November 2000  | A 240           |
| BW | Ehemaliges Kantorhaus | Isselhorst Isselhorster Kirchplatz 13 Karte                               | Wohngebäude | 1904                                                                           | 11. Juni 2001      | A 241           |
| Kriegerdenkmal Spexard                                                                                  | Kriegerdenkmal Spexard | Spexard Bonifatiusstraße Karte                                            | Kriegerdenkmal | 1926                                                                           | 27. November 2001  | A 242           |
| Hochkreuz und Mittelweg mit Allee und Tor                                                               | Hochkreuz und Mittelweg mit Allee und Tor                                                                                          | Isselhorst Haller Straße Karte                                            | Hochkreuz, Allee und Tor | 1873                                                                           | 10. Februar 2002   | A 243           |
| BW | Ehemaliges Bauernhaus | Isselhorst Steinhagener Straße 2 Karte                                    | Durchgangsdeelenhaus | 1884                                                                           | 18. April 2002     | A 244           |
| Schafstall                                                                                              | Schafstall | Avenwedde Zebraweg 62 Karte                                               | Fachwerkgebäude |                                                                                | 18. April 2002     | A 245           |
| BW | Bauernhaus | Isselhorst Donnerbrink 30 Karte                                           | Durchgangsdeelenhaus | 1803                                                                           | 18. April 2002     | A 246           |
| BW | Bauernhaus | Isselhorst Adam-Opel-Straße 18 Karte                                      | Durchgangsdeelenhaus | 1830                                                                           | 18. April 2002     | A 247           |
| BW | Landesgrenzstein Nr. 7 der ehemaligen Grenze zwischen dem Amt Reckenberg und der Herrschaft Rheda                                  | Avenwedde Sundernstraße Karte                                             | | 1612                                                                           | 14. Januar 2003    | A 248           |
| BW | Grabstein Familie Flöttmann | Isselhorst Haller Straße Karte                                            | Grabstein | 1873                                                                           | 3. Juni 2003       | A 249           |
| BW | Grabstein Familie Kleinebecker | Isselhorst Haller Straße Karte                                            | Grabstein | 1873                                                                           | 3. Juni 2003       | A 250           |
| Dalkebrücke                                                                                             | Dalkebrücke | Gütersloh Unter den Ulmen Karte                                           | | 1880                                                                           | 30. Juni 2004      | A 251           |
| Grabmale der Familie Niemöller                                                                          | Grabmale der Familie Niemöller | Gütersloh Unter den Ulmen Karte                                           | | Jahrhundertwende/1920er-Jahre                                                  | 29. November 2004  | A 252           |
| Wohn- und Geschäftshaus                                                                                 | Wohn- und Geschäftshaus | Gütersloh Kökerstraße 10 Karte                                            | Wohn- und Geschäftsgebäude                                                                                                  | 1879                                                                           | 29. März 2007      | A 253           |
| BW | Schmiede Heismann | Gütersloh An der Insel 10 Karte                                           | Produktionsbetrieb | 1890                                                                           | 23. November 2006  | A 254           |
| Ev. Bürgerschule                                                                                        | Ev. Bürgerschule | Gütersloh Schulstraße 29 Karte                                            | heute Altstadtschule | Mitte des 19. Jahrhunderts                                                     | 23. November 2006  | A 255           |
| Ehem. Abort- und Badeeinrichtung                                                                        | Ehem. Abort- und Badeeinrichtung                                                                                                   | Gütersloh Schulstraße 29 Karte                                            | heute Nebengebäude der Altstadtschule                                                                                       | 1902                                                                           | 23. November 2006  | A 255           |
| BW | Ehemaliges Wohn- und Geschäftsgebäude                                                                                              | Gütersloh Hohenzollernstraße 24 Karte                                     | Wohn- und Geschäftsgebäude                                                                                                  | 1894                                                                           | 23. November 2006  | A 256           |
| BW | Ehem. Pastorenhaus | Gütersloh Kurfürstenstraße 18 Karte                                       | Wohngebäude | 1910                                                                           | 24. November 2006  | A 257           |
| Ehemalige Nudelfabrik C. H. Diestelkamp                                                                 | Ehemalige Nudelfabrik C. H. Diestelkamp                                                                                            | Gütersloh Gartenstraße 4 Karte                                            | Industrieanlage | 1897                                                                           | 30. Dezember 2008  | A 258           |
| BW | Ehem. Wohn- und Wirtschaftsgebäude                                                                                                 | Isselhorst Am Röhrbach 130 Karte                                          | Zweiständerhaus | 1853                                                                           | 8. April 2010      | A 259           |
| Ehemaliges Druckereigebäude                                                                             | Ehemaliges Druckereigebäude | Gütersloh Kökerstraße 5 Karte                                             | Industrieanlage | 1896                                                                           | 8. April 2010      | A 260           |
| Villa                                                                                                   | Villa | Gütersloh Behringstraße 7 Karte                                           | |                                                                                | 27. Juni 2011      | A 261           |
| BW | Wohnhaus | Gütersloh Am Türmchen 8 Karte                                             | |                                                                                | 27. Juni 2011      | A 262           |
| BW | Wohnhaus | Gütersloh Roonstraße 13 Karte                                             | |                                                                                | 27. Juni 2011      | A 263           |
| BW | Wohnhaus mit Remise und Stallteil und schmiedeeisernem Zaun                                                                        | Gütersloh Feldstraße 24 Karte                                             | |                                                                                | 30. Januar 2012    | A 264           |
| BW | Wohnhaus | Gütersloh Schillstraße 14 Karte                                           | |                                                                                | 12. September 2012 | A 265           |
| Landesgrenzstein Nr. 10                                                                                 | Landesgrenzstein Nr. 10 | Avenwedde/Friedrichsdorf Am Röhrbach / Erikenstraße Karte                 | Ehemaliger Grenzstein zwischen dem Amt Sparenberg (Grafschaft Ravensberg) und dem Amt Reckenberg (Bistum Osnabrück)         | 1772                                                                           | 15. November 2012  | A 266           |
| BW | ehem. Schafstall | Gütersloh Herzebrocker Straße 327 Karte                                   | |                                                                                | 16. April 2014     | A 267           |
| Grabstätte Puwelle                                                                                      | Grabstätte Puwelle | Gütersloh Unter den Ulmen                                                 | |                                                                                | 25. April 2014     | A 268           |
| BW | Wohn- und Geschäftshaus | Friedrichsdorf Windelsbleicher Straße 1 Karte                             | |                                                                                | 2. Juni 2015       | A 269           |
| Hofstellen-Hauptgebäude                                                                                 | Hofstellen-Hauptgebäude | Gütersloh Kattenstrother Weg 173 Karte                                    | |                                                                                | 26. April 2016     | A 270           |
| Hofstellen-Nebengebäude                                                                                 | Hofstellen-Nebengebäude | Gütersloh Bertelsweg 46a Karte                                            | |                                                                                | 24. März 2020      | A 271           |
| weitere Bilder                                                                                          | Kath. Kirche St. Konrad von Parzham                                                                                                | Spexard Bonifatiusstraße 4 Karte                                          | | 1972–74                                                                        | 17. Februar 2020   | A 272           |
| Landesgrenzstein Grafschaft Ravensberg / Herrschaft Rheda                                               | Landesgrenzstein Grafschaft Ravensberg / Herrschaft Rheda                                                                          | Isselhorst Postdamm bei Nr. 270 Karte                                     | | 1772                                                                           | 30. Juni 2020      | A 274           |
| weitere Bilder                                                                                          | Kath. Kirche St. Marien | Avenwedde Güthstraße 15 Karte                                             | | 1975–77                                                                        | 2. September 2020  | A 275           |
| Wohnhaus                                                                                                | Wohnhaus | Gütersloh Am Stadtgarten 12 Karte                                         | |                                                                                | 15. Dezember 2020  | A 276           |
| Kötterhaus                                                                                              | Kötterhaus | Blankenhagen Tarrheide 15 Karte                                           | Kötterhaus ehemals zugehörig zu Meierhof Rassfeld                                                                           | 1815                                                                           | 11. Februar 2022   | A 277           |
| BW | Wohngebäude (Bautyp IV) der ehemaligen britischen Siedlung                                                                         | Gütersloh Englische Straße 1 Karte                                        | |                                                                                | 10.05.2022         | A 278           |
| BW | Wohngebäude (Bautyp V) der ehemaligen britischen Siedlung                                                                          | Gütersloh Englische Straße 8 Karte                                        | |                                                                                | 10.05.2022         | A 279           |
| BW | Wohnhaus | Gütersloh Yorckstraße 51 Karte                                            | | 1924                                                                           | 09.04.2024         | A 280           |
| BW | Hofkreuz | Spexard Klosterweg Karte                                                  | | Ende des 18. Jh.                                                               | 16.04.2024         | A 281           |
| BW | Wohnhaus mit Garage und Einfriedung                                                                                                | Gütersloh Robert-Koch-Straße 4 Karte                                      | | 1928                                                                           | 15.04.2024         | A 282           |
| BW | Etagenwohnhaus mit Einfriedung | Gütersloh Vennstraße 13 Karte                                             | | 1913                                                                           |                    | A 283           |

## Bodendenkmäler
- siehe Liste der Bodendenkmäler in Gütersloh

## Denkmalbereiche
| Bild                                                             | Bezeichnung                                                      | Lage | Beschreibung | Bauzeit | Eingetragen seit | Denkmal- nummer |
| ---------------------------------------------------------------- | ---------------------------------------------------------------- | --- | --- | ------- | ---------------- | --------------- |
| weitere Bilder                                                   | Denkmalbereich „Zumhagen Hof“                                    | Gütersloh Barthstraße 16, 18, 19, 20, 21, 22, 24, 26, 28, 30, 32, 34 Haegestraße 29, 31, 32, 33, 34, 35, 36, 37, 38, 39, 40, 41, 42, 43 Schlüterstraße 16, 18, 20, 22, 24, 26, 28, 30 Zumhagen Hof 1, 2, 3, 4, 5, 6, 7, 8, 9, 10, 11, 12, 13, 14, 15, 16 Karte | 1925 zur Linderung der Wohnungsnot errichtet, geschlossene Wohnsiedlung mit 68 Wohnungen und zentralem Platz unter Einbeziehung alten Baumbestands                               |         | 28. Januar 1992  | D 001           |
| Denkmalbereich „Am Kamphof“                                      | Denkmalbereich „Am Kamphof“                                      | Gütersloh Am Kamphof 1, 2, 2 a, 3, 4, 5, 6, 7, 8, 10, 11, 12, 13, 15, 17, 19, 21, 23, 25, 27, 29, 31, 33 Westring 94, 96, 98, 100, 102 Karte | 1924/1925 zur Linderung der Wohnungsnot errichtet, geschlossene Wohnsiedlung mit 56 Wohnungen                                                                                    |         | 5. Januar 1994   | D 002           |
| Denkmalbereich „Am Depenbrock / Holzrichterstraße / Eichenallee“ | Denkmalbereich „Am Depenbrock / Holzrichterstraße / Eichenallee“ | Gütersloh Am Depenbrock 4, 6, 8, 10, 12, 14 Eichenallee 24, 26, 28, 30, 32 Holzrichterstraße 1, 2, 3, 4, 5, 6, 7, 8, 9, 10, 11, 1 Karte | 1950 als „Volkswohnungen“ mit Förderung durch das Industrieprogramm (Wohnungsbauförderung des Landes NRW) zur Behebung der aufkommenden Wohnungsnot errichtet, 120 Wohneinheiten |         | 22. Februar 2005 | D 003           |